# Aurukun
Aurukun – miasto w Australii, w stanie Queensland. Znajduje się tu port lotniczy Aurukun.